# Klemens von Metternich
Knez Klemens Wenzel Nepomuk Lothar von Metternich-Winneburg zu Beilstein, avstrijski politik in državnik ter eden največjih diplomatov svoje dobe, * 15. maj 1773, Koblenz, † 11. junij 1859, Dunaj, Avstrijsko cesarstvo.

## Življenje in delo
V zgodovino se je zapisal s svojim prispevkom pri postavitvi novega evropskega reda po padcu Napoleona na dunajskem kongresu in po svoji neomajni konservativni drži, ki ji je bil zvest celo življenje. Leta 1848, v času marčne revolucije, je bil prisiljen odstopiti z mesta avstrijskega kanclerja.

## Priznanja
Izvoljen je bil za častnega člana Filharmonične družbe v Ljubljani.